# Stade Omar-Benrabah
 (décembre 2015).
 (mars 2025).
Si vous disposez d'ouvrages ou d'articles de référence ou si vous connaissez des sites web de qualité traitant du thème abordé ici, merci de compléter l'article en donnant les références utiles à sa vérifiabilité et en les liant à la section « Notes et références ».
Le stade Omar-Benrabah (en arabe : ملعب عمر بن رابح) ou appelé communément stade de Dar El Beïda (en arabe : ملعب الدار البيضاء), est un stade de football situé dans la commune de Dar El Beïda à l'Est d'Alger.

## Histoire
Ce stade est fréquemment utilisé par l'équipe nationale d'Algérie de football A' et celle moins de 23 ans.
Le stade a accueilli les matchs de la Coupe d'Afrique des nations des moins de 17 ans 2009, ainsi que la finale.
Le stade accueille les matchs du CRB Dar El Beïda pensionnaire de la D3 algérienne, et a accueilli lors de la saison 2016-2017 les matchs du Paradou AC sacré champion de la Ligue 2 algérienne.